# Pycnostega areta
Pycnostega areta là một loài bướm đêm trong họ Geometridae.